# Flourishing
Flourishing (с англ. — «Процветающий») — четвёртый мини-альбом южнокорейской певицы Чонхи. Был выпущен 24 июня 2019 года лейблом MNH Entertainment и был распространён компанией Stone Music Entertainment. Альбом содержит пять песен, включая ведущий сингл «Snapping».

## Предпосылки и релиз
12 июня 2019 года было объявалено, что Чонха вернётся с новым материалом через 5 месяцев после выхода её сингла «Gotta Go». Выяснилось, что Flourishing будет четверым мини-альбомом который выйдет 24 июня в 18.00 KST. Был также выпущен график, с 12 июня по 21 июня были выпущены тизеры, заканчивающийся выступлением 24 июня и выпуском компакт-диска на следующий день. Первый тизер показывает более зрелый концепт певицы. Второй тизер был выпущен два дня спустя, сообщив, что это будет её третий летний альбом после Hands On Me (2017) и Blooming Blue (2018). Два дня спустя был выпущен третий и последний тизер.
 24 июня альбом был выпущен через все музыкальные порталы, и видеоклип на заглавную песню «Snapping».

## Список композиций
| №                   | Название                        | Текст песни                              | Музыка                                   | Arrangement              | Длительность |
| ------------------- | ------------------------------- | ---------------------------------------- | ---------------------------------------- | ------------------------ | ------------ |
| 1.                  | «Chica»                         | VINCENZO Any Masingga Fuxxy Anna Timgren | VINCENZO Any Masingga Fuxxy Anna Timgren | VINCENZO Any Masingga    | 3:12         |
| 2.                  | «Young in Love» (우리가 즐거워) | Baek Yerin                               | Baek Yerin Cloud                         | Cloud                    | 3:18         |
| 3.                  | «Call It Love»                  | Shim Eunji                               | Shim Eunji                               | Shim Eunji               | 4:01         |
| 4.                  | «Flourishing»                   | Chungha Anna Timgren VINCENZO            | Chungha Anna Timgren VINCENZO            | Vincenzo                 | 3:15         |
| 5.                  | «Snapping»                      | Park Woo-sang Sola                       | Park Woo-sang                            | Park Woo-sang Ha Jae-wan | 3:33         |
| Общая длительность: | Общая длительность:             | Общая длительность:                      | Общая длительность:                      | Общая длительность:      | 17:20        |

## Чарты
| Чарты (2019)                       | Пиковые позиции |
| ---------------------------------- | --------------- |
| Республика Корея (Gaon)            | 6               |
| США Heatseekers Albums (Billboard) | 25              |
| США (Billboard World Albums)       | 7               |